# Ginés Salmerón
Pour les articles homonymes, voir Salmerón.
Salmerón  Martínez est un nom espagnol. Le premier nom de famille, en général paternel, est Salmerón ; le second, en général maternel, souvent omis, est Martínez.
Ginés Salmerón Martínez (né le 15 novembre 1972 à Sabadell) est un coureur cycliste espagnol. 

## Palmarès

### Palmarès amateur
- 1993
  - Cursa Ciclista del Llobregat
- 1994
  - Trofeu Joan Escolà
  - 3e du Tour de Castellón
- 1995
  - Tour de León

### Palmarès professionnel
- 1997
  - 3e étape du Tour d'Andalousie
- 1998
  - 3e de la Clásica de Sabiñánigo

## Résultats sur les grands tours

### Tour de France
1 participation
- 1999 : abandon (9e étape)

### Tour d'Italie
1 participation
- 1999 : 93e

### Tour d'Espagne
2 participations
- 1997 : abandon (12e étape)
- 2000 : abandon (4e étape)